# Edoardo Isella
Edoardo Isella D'Gómez Ventoza (nació el 9 de octubre de 1980 en Tuxtla Gutiérrez, Chiapas), es un exfutbolista mexicano –de padre hondureño–, que se desempeñaba en la posición de defensa central. 
Debutó en la Primera División de México con el Club Guadalajara y se retiró con el Club Social y Deportivo Municipal, en Guatemala. 
También jugó para Tigres de la UANL, Jaguares de Chiapas, Cruz Azul, Club América, Club León y Peñarol La Mesilla.

## Trayectoria

### Futbolista
Debutó con las Chivas Rayadas del Guadalajara el 5 de agosto de 2000, enfrentando al Atlas en el Estadio Jalisco, en partido correspondiente a la Jornada 2 del Invierno 2000. El partido finalizó 2-0 a favor del Atlas.
De cara al Invierno 2001 fue cedido a los Tigres de la UANL; el siguiente año pasó a Jaguares de Chiapas, equipo en el que permaneció hasta el 2007, con excepción del Clausura 2004 cuando tuvo un paso fugaz por el Cruz Azul.
En el Clausura 2008 se integró al Club América, a petición del director técnico Rubén Omar Romano. Tras su paso con los Azulcremas, jugó en la Primera División 'A' con el Club León; con el conjunto Esmeralda permaneció solo un semestre.
Después de dos años sin actividad, regresó al fútbol profesional, ahora en la Liga Nacional de Fútbol de Guatemala, primero con Peñarol La Mesilla y después con el Municipal. 

## Clubes
| Club                      | País      | Año           |
| ------------------------- | --------- | ------------- |
| C. D. Guadalajara         | México    | 2000-2001     |
| Tigres de la UANL         | México    | 2001-2002     |
| Jaguares de Chiapas       | México    | 2002-2003     |
| Jaguares B (Cárnet)       | México    | Apertura 2003 |
| Cruz Azul                 | México    | Clausura 2004 |
| Cruz Azul Oaxaca (Cárnet) | México    | Clausura 2004 |
| Jaguares de Chiapas       | México    | 2004-2007     |
| Jaguares B (Cárnet)       | México    | Apertura 2007 |
| Club América              | México    | Clausura 2008 |
| Club León                 | México    | Apertura 2008 |
| Peñarol La Mesilla        | Guatemala | 2011-2013     |
| CSD Municipal             | Guatemala | 2013-2014     |

## Selección nacional de México
Debutó con la Selección Mexicana, el 27 de septiembre de 2000, en el encuentro amistoso ante Bolivia, en el Spartan Stadium (San José, EE. UU.); ingresó en el segundo tiempo por Pável Pardo.